# Clifford W. Ashley
Clifford W. Ashley (18. prosince 1881 New Bedford – 18. září 1947 Westport Point, Massachusetts) byl americký uzlový expert, malíř, námořník a spisovatel, známý především jako autor encyklopedie uzlů The Ashley Book of Knots.

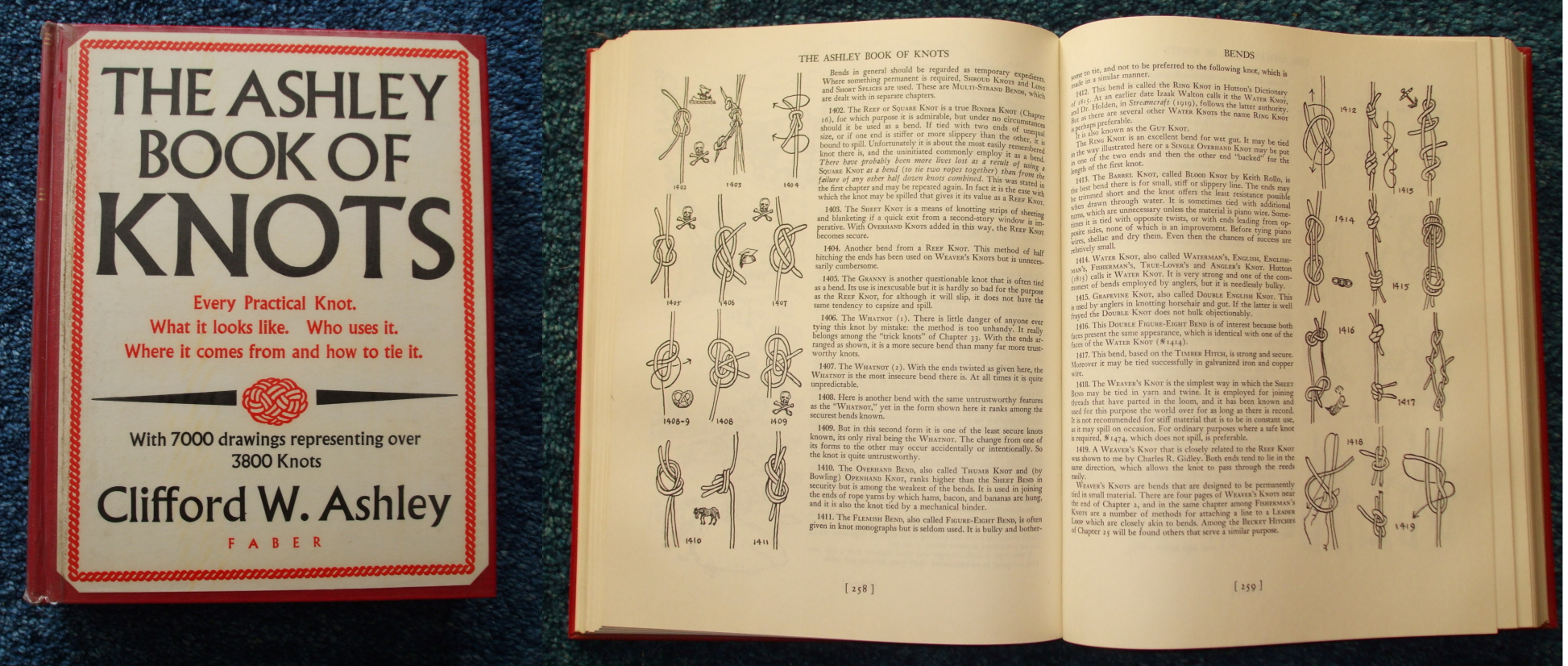
Ashley Book of Knots

## Život
Ashley se narodil v New Bedfordu v Massachusetts, jako syn Abiela Davise Ashleyho a Caroline Morse Ashleyové. V roce 1932 se oženil se Sarah Scudder Clarkovou, se kterou měl dcery Phoebe a Jane. Zemřel v roce 1947 po dvouleté neschopnosti způsobené mozkovým infarktem.

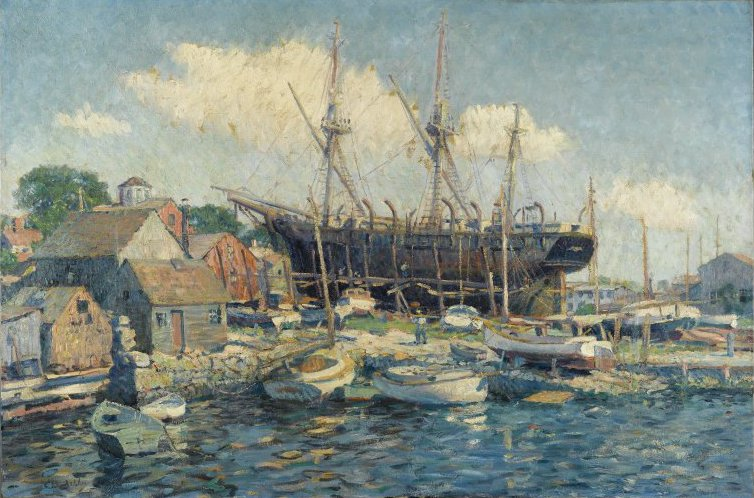
Velrybářská loď na lodní dráze ve Fairhavenu (Brooklyn Museum)